# Gerzensee
Gerzensee (toponimo tedesco) è un comune svizzero di 1 193 abitanti del Canton Berna, nella regione di Berna-Altipiano svizzero (circondario di Berna-Altipiano svizzero).

## Monumenti e luoghi d'interesse

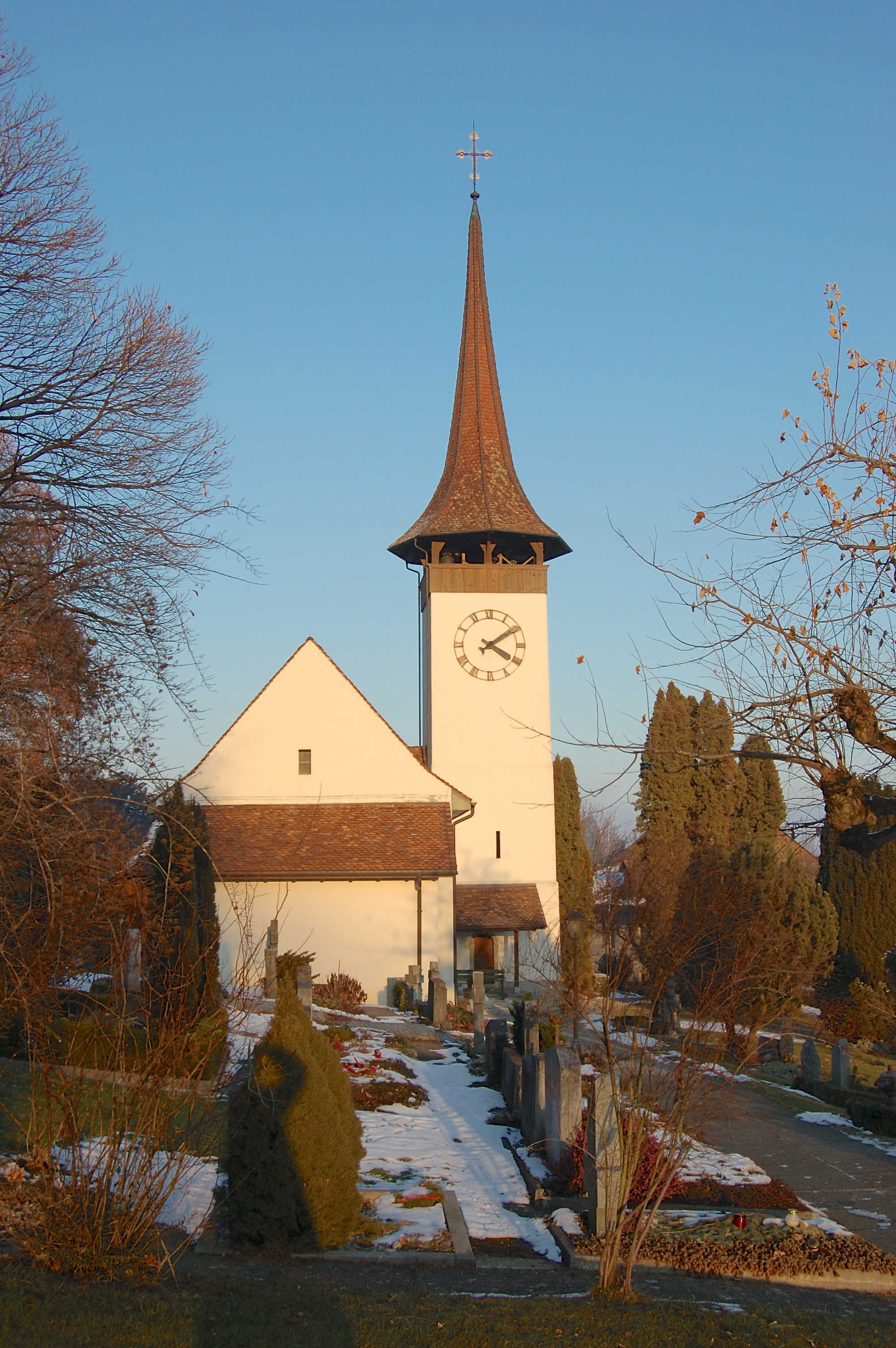
La chiesa riformata

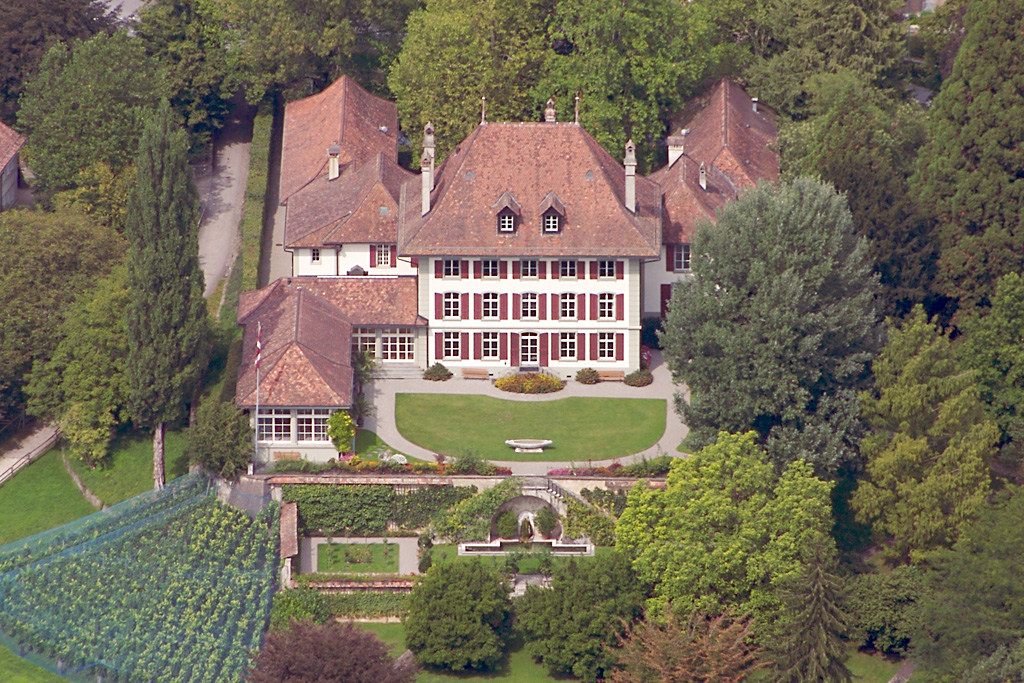
Il Castello Nuovo

- Chiesa riformata (già di Santa Maria), attestata dal 1228 e ricostruita nel XV secolo[1];
- Castello Nuovo, eretto nel 1700[1].

## Società

### Evoluzione demografica
L'evoluzione demografica è riportata nella seguente tabella:
Abitanti censiti

## Amministrazione
Ogni famiglia originaria del luogo fa parte del cosiddetto comune patriziale e ha la responsabilità della manutenzione di ogni bene ricadente all'interno dei confini del comune.